# Roualeyn Hovell-Thurlow-Cumming-Bruce (9e baron Thurlow)
Roualeyn Robert Hovell-Thurlow-Cumming-Bruce, 9e baron Thurlow (né le 13 avril 1952), est un pair héréditaire britannique et un arpenteur agréé qui siège en tant que membre crossbencher de la Chambre des lords.

## Biographie
Il est le fils de Francis Hovell-Thurlow-Cumming-Bruce (8e baron Thurlow), un gouverneur colonial, et d'Yvonne Diana Wilson.
Il est élu pour siéger à la Chambre lors d'une élection partielle entre pairs héréditaires en février 2015, à la suite de la démission de Lord Chorley.
Il épouse Bridget Anne Julia Ismay Cheape le 5 mai 1980, la fille de Hugh Bruce Ismay Cheape, de Fossoway Lodge, Kinross. Ils ont quatre enfants:
- Nicholas Edward Hovell-Thurlow-Cumming-Bruce (né en 1986)
- Iona Tessa Bridget Hovell-Thurlow-Cumming-Bruce (née en 1987)
- George Patrick Roualeyn Hovell-Thurlow-Cumming-Bruce (né en 1990)
- Lorna Belinda Hovell-Thurlow-Cumming-Bruce (née en 1991).